# Жиру, Оливье
Оливье́ Жоната́н Жиру́ (фр. Olivier Jonathan Giroud, французское произношение: [ɔlivje ʒiʁu]; род. 30 сентября 1986[…], Шамбери) — французский футболист, нападающий французского клуба «Лилль». Выступал за сборную Франции. Кавалер ордена Почётного легиона. Участник двух чемпионатов Европы (2012 и 2020) и чемпионата мира 2014. Чемпион мира 2018. Серебряный призёр чемпионата мира 2022 и чемпионата Европы 2016. Бронзовый призёр чемпионата Европы 2024. Лучший бомбардир в истории сборной Франции (57 голов).

## Ранние годы
Жиру родился в Шамбери, в регионе Рона — Альпы во Франции, он вырос в коммуне Фрож, недалеко от Гренобля. У Жиру итальянское происхождение от его обеих бабушек. Жиру начал футбольную карьеру, играя за одноимённый клуб «Фрож», он провёл шесть лет тренируясь в этом клубе, перед тем как присоединиться к профессиональному клубу «Гренобль» в тринадцатилетнем возрасте.

## Клубная карьера

### «Гренобль» и «Тур»
Первым профессиональным клубом Оливье Жиру стал «Гренобль». Нападающий дебютировал 24 марта 2006 года в выездном матче 31-го тура Лиги 2 против «Геньона». Первый гол за «Гренобль» Жиру забил 26 февраля 2007 года в матче Лиги 2 против «Гавра». Этот гол, забитый в добавленное ко второму тайму время, принёс команде Жиру победу со счётом 2:1. Всего за два сезона в «Гренобле» нападающий выходил на поле в чемпионате Франции 23 раза, из них лишь дважды — в стартовом составе. Перед началом сезона 2007/08 Жиру был отдан в годичную аренду в «Истр», выступавший в то время в Лиге 3.
По итогам сезона 2007/08 «Гренобль» завоевал право выступать в высшем дивизионе. Однако Оливье Жиру в августе 2008 года был продан в «Тур» и, таким образом, продолжил выступать в Лиге 2. Всего в «Туре» нападающий провёл два сезона, в последнем из которых стал лучшим бомбардиром лиги. В январе 2010 года Жиру пополнил ряды «Монпелье», однако доиграл сезон за «Тур» на правах аренды.

### «Монпелье»
Дебютировал за «Монпелье» 29 июля 2010 года в первом матче 3-го квалификационного раунда Лиги Европы 2010/11 против венгерского «Дьёра». На 32-й минуте этого матча Жиру забил гол, оказавшийся в итоге победным и единственным для «Монпелье» в том розыгрыше турнира.
Первый матч в Лиге 1 Оливье Жиру сыграл 8 августа 2010 года против «Бордо», который завершился победой «Монпелье» с минимальным счётом. 28 августа 2010 года нападающий забил свой первый гол в Лиге 1, принеся победу своему клубу в 4-м туре чемпионата Франции 2010/11 в выездном матче против «Валансьена» (0:1). В полуфинале Кубка французской лиги 2010/11 против команды «Пари Сен-Жермен» Жиру забил победный мяч на 118-й минуте матча (1:0), выведя «Монпелье» в финал, где его команда уступила марсельскому «Олимпику» со счётом 1:0. Во встрече 27-го тура чемпионата Франции 2010/11 Оливье оформил дубль в ворота ПСЖ, сведя матч вничью — 2:2. «Монпелье» уступал по ходу игры со счётом 2:0. Также Жиру по разу отличился в проигранных «Монпелье» матчах против «Лилля» (3:1), «Марселя» (1:2) и «Лиона» (3:2). Всего он провёл 37 матчей и забил 12 мячей в своём первом сезоне в высшем дивизионе Франции.
В сезоне 2011/12 Оливье Жиру за 14 матчей оформил два хет-трика и один дубль. Сначала в 6-м туре Оливье забил два мяча «Бресту», затем три мяча «Дижону» в 10-м туре и «Сошо» — в 15-м. Также Жиру принёс победу «Монпелье» в выездном матче против действующего чемпиона Франции, «Лилля», забив единственный гол матче на 70-й минуте. Во встрече 16-го тура против «Лорьяна» «Монпелье» одержал победу со счётом 4:0, а Жиру поучаствовал во всех четырёх голах, отдав три голевые передачи и забив один мяч. В декабре—январе 2012 года он отличился в трёх турах подряд, принеся победу «Монпелье» над «Лионом» (1:0) и «Ниццей» (0:1), а также поразив ворота «Эвиана» (4:2). Всего в чемпионате Франции 2011/12 Жиру провёл 36 игр, причём во всех он выходил в стартовом составе, забил 21 мяч, став лучшим бомбардиром чемпионата наряду с Нене, и вместе с «Монпелье» стал чемпионом Франции впервые в своей истории.

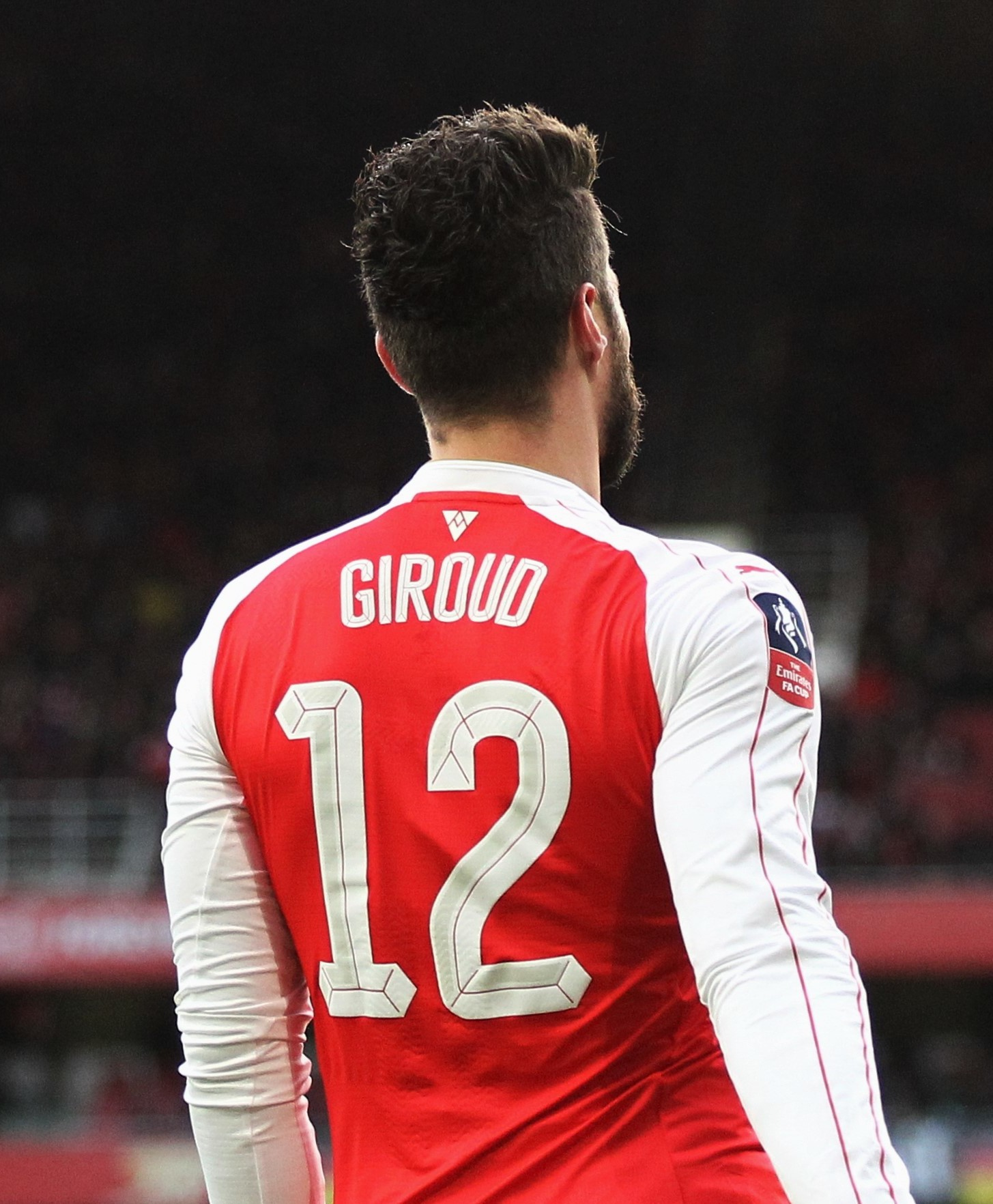
Оливье Жиру во время матча «Арсенал» — «Бёрнли» 30 января 2016 года

### «Арсенал»
В конце июня 2012 года Жиру перешёл в английский «Арсенал», подписав с лондонским клубом долгосрочный контракт. Дебютный матч за «Арсенал» провёл 18 августа 2012 года против «Сандерленда».
Первый мяч забил 26 сентября в матче Кубка английской лиги против «Ковентри». 6 октября забил свой первый мяч в английской Премьер-лиге в матче против «Вэст Хэма». 9 декабря 2015 года сделал хет-трик в матче Лиги чемпионов против «Олимпиакоса» (3:0). В сезоне 2015/16 забил 16 голов и отдал 6 голевых передач в Английской Премьер-Лиге, а «Арсенал» финишировал на втором месте в таблице. 1 января 2017 года забил гол в ворота «Кристал Пэлас», впоследствии этот гол был признан лучшим голом года, а Жиру стал обладателем премии ФИФА имени Ференца Пушкаша.

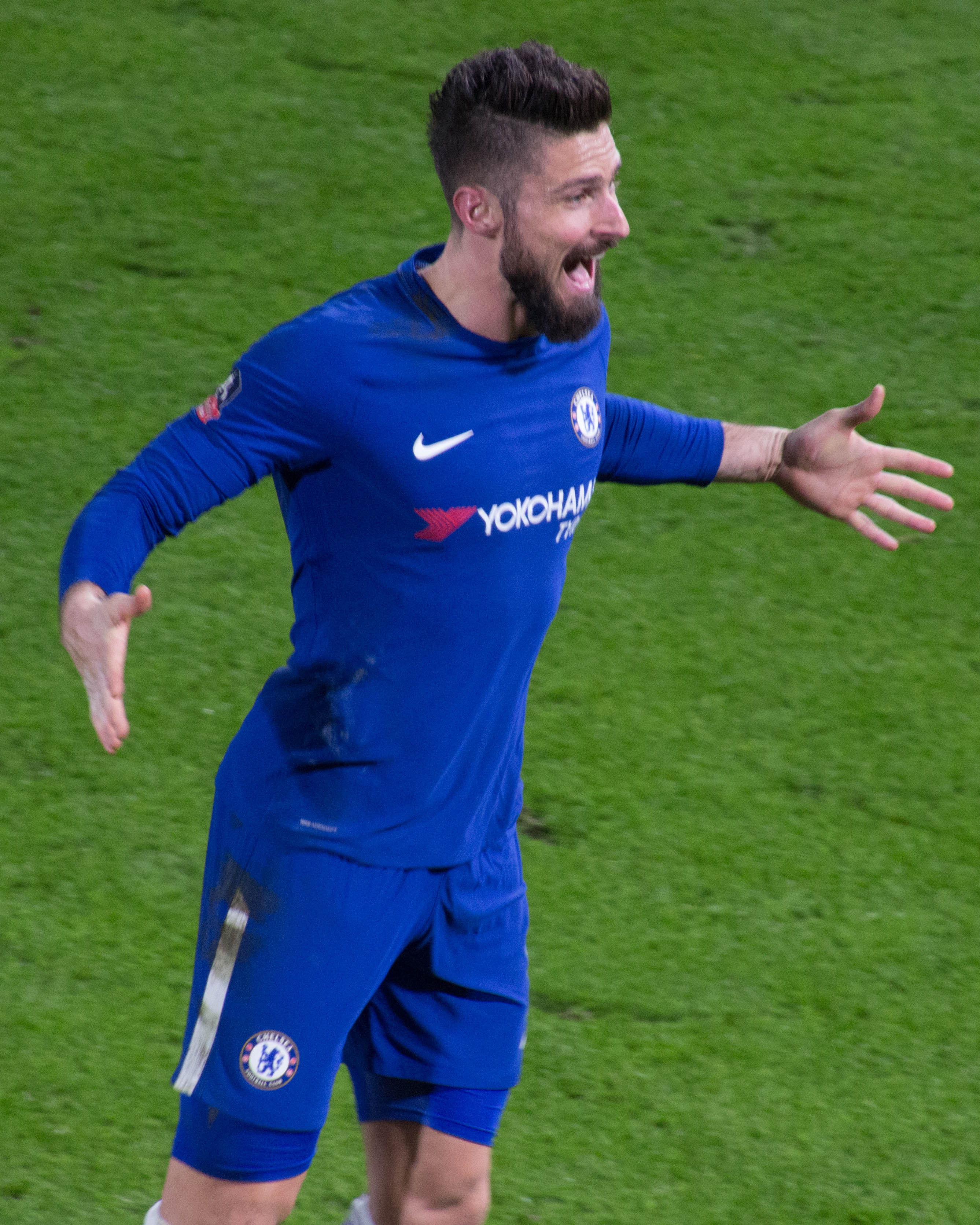
Оливье Жиру в матче против «Халл Сити» в Кубке Англии, в этом же матче он забил свой первый гол за «Челси»

### «Челси»
31 января 2018 года Оливье Жиру стал игроком английского клуба «Челси», перейдя из «Арсенала» за 16 млн фунтов стерлингов. Нападающий сборной Франции подписал контракт с «синими» на 18 месяцев, с возможностью продления ещё на год. 16 февраля Жиру забил первый мяч за клуб, поразив ворота «Халл Сити» в матче Кубка Англии. А уже 19 мая 2018 года стал обладателем Кубка Англии 2017/2018 в составе «Челси». Успешно выступал на протяжении розыгрыша Лиги Европы УЕФА 2018/2019 и 29 мая 2019 года, открыв счёт в финальной встрече против своего бывшего клуба «Арсенал», стал победителем Лиги Европы УЕФА 2018/2019, так же стал лучшим бомбардиром этого турнира забив 11 голов. 8 августа 2019 года был номинирован на звание лучшего игрока Лиги Европы УЕФА 2018/2019. 14 августа Жиру вышел в стартовом составе в матче за Суперкубок УЕФА 2019 против «Ливерпуля» и на 36-й минуте открыл счёт, забив свой первый гол в официальных матчах при новом тренере — Фрэнке Лэмпарде, на 74-й минуте Жиру был заменён. В тот день «Челси» проиграл сопернику в серии послематчевых пенальти.

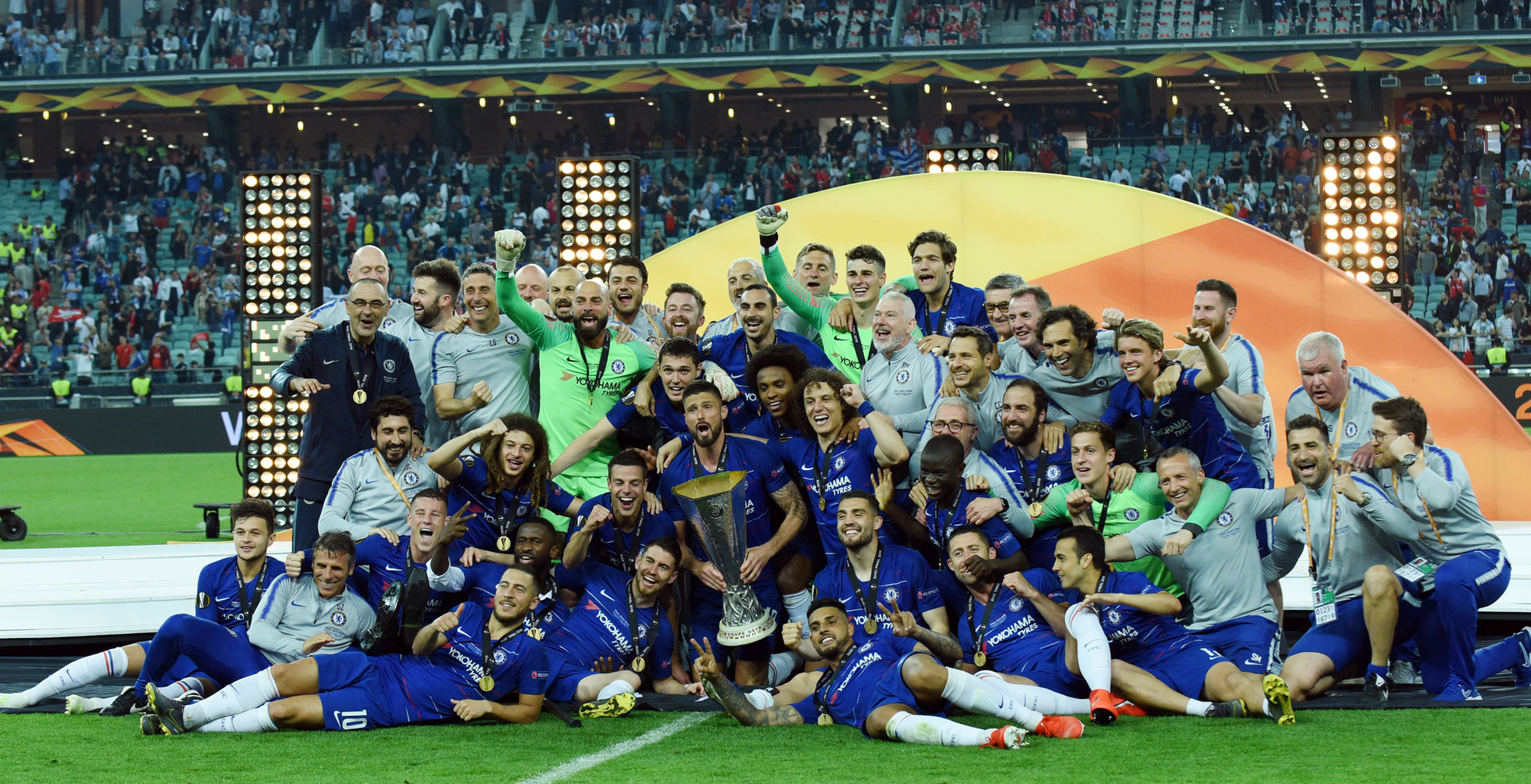
Игроки «Челси» празднуют победу в Лиге Европы УЕФА 2018/2019. Оливье Жиру держит трофей

2 декабря 2020 года сделал покер в выездном матче группового этапа Лиги чемпионов против «Севильи» (4:0), став первым игроком в истории «Челси», которому удалось достичь подобного успеха в рамках данного турнира. Жиру стал вторым в истории французом после Карима Бензема, которому удалось сделать более одного хет-трика в матчах Лиги чемпионов. Также Жиру стал вторым французом после Бафетимби Гомиса, забившим более трёх мячей в одном матче Лиги чемпионов. 23 февраля 2021 года забил гол через себя в ворота «Атлетико Мадрид». Этот гол стал шестым для француза в этом розыгрыше Лиги чемпионов, тем самым он стал вторым игроком «Челси», после Дидье Дрогба, забившим шесть мячей в одном розыгрыше Лиги чемпионов. Так же после этого гола на его счету стало 18 мячей в еврокубках за «Челси», это третий результат в истории «синих». 29 мая 2021 года «Челси» обыграл «Манчестер Сити» в финале Лиги чемпионов, благодаря чему Жиру в составе своей команды стал победителем Лиги чемпионов 2020/21. Мяч забитый 23 февраля 2021 года в ворота «Атлетико Мадрид» в рамках розыгрыша Лиги чемпионов был признан болельщиками лучшим голом сезона 2020/21 в «Челси».

### «Милан»
17 июля 2021 года перешёл в «Милан». Дебютировал за новый клуб 23 августа 2021 года в матче 1-го тура чемпионата Италии против «Сампдории» (1:0) выйдя в стартовом составе и проведя на поле весь матч. 29 августа 2021 года забил свои дебютные мячи за «Милан», оформив дубль в матче 2-го тура чемпионата Италии против «Кальяри» (4:1). 5 февраля 2022 года Жиру сделал дубль за три минуты и принёс «Милану» победу в дерби над «Интером» (2:1).
В следующих 13 играх забил два мяча, его голы помогли одолеть «Лацио» и «Наполи». В последнем туре с «Сассуоло» Жиру оформил дубль в первом тайме, добыв в итоге разгромную победу над аутсайдером для своей команды, в результате чего «Милан» стал чемпионом Италии впервые за 11 лет.

### «Лос-Анджелес»
В июле 2024 года подписал контракт с клубом MLS «Лос-Анджелес» до конца 2025 года с опцией продления на год. Дебютировал за новый клуб 13 августа 2024 года, выйдя на замену в матче против клуба «Сан-Хосе Эртквейкс». 25 августа забил дебютный гол в матче против клуба «Коламбус Крю».

### «Лилль»
2 июля 2025 года Жиру на правах свободного агента перешёл во французский клуб «Лилль». Контракт с клубом был подписан на один год. 

## Карьера в сборной
3 ноября 2011 года главный тренер сборной Франции Лоран Блан пригласил Оливье Жиру для участия в товарищеских матчах против сборных США и Бельгии. 11 ноября в матче против сборной США вышел на поле во втором тайме, заменив Кевина Гамейро. Матч завершился минимальной победой «трёхцветных». В своём третьем матче за сборную Франции Жиру впервые вышел в основном составе и забил свой первый гол за национальную сборную, отправив на 21-й минуте мяч в ворота сборной Германии. Выйдя на замену на 59-й минуте в товарищеской игре против сборной Исландии он отдал две голевые передачи, тем самым поспособствовав волевой победе французов со счётом 3:2.
В конце мая 2012 года главный тренер сборной Франции Лоран Блан включил Жиру в список 23 футболистов, которые отправились на чемпионат Европы 2012. На Евро Оливье принял участие в трёх встречах, в том числе в четвертьфинальном матче со сборной Испанией, которая впоследствии стала чемпионом Европы. Во всех трёх играх Жиру выходил на замену, не сумев отличиться. В матче-открытии Евро-2016 забил один мяч в ворота сборной Румынии, а в четвертьфинальном матче с исландцами оформил дубль в ворота соперников. Также на протяжении турнира отдал две голевые передачи. Таким образом сыграл шесть матчей на турнире: забил три мяча и отдал две голевые передачи.

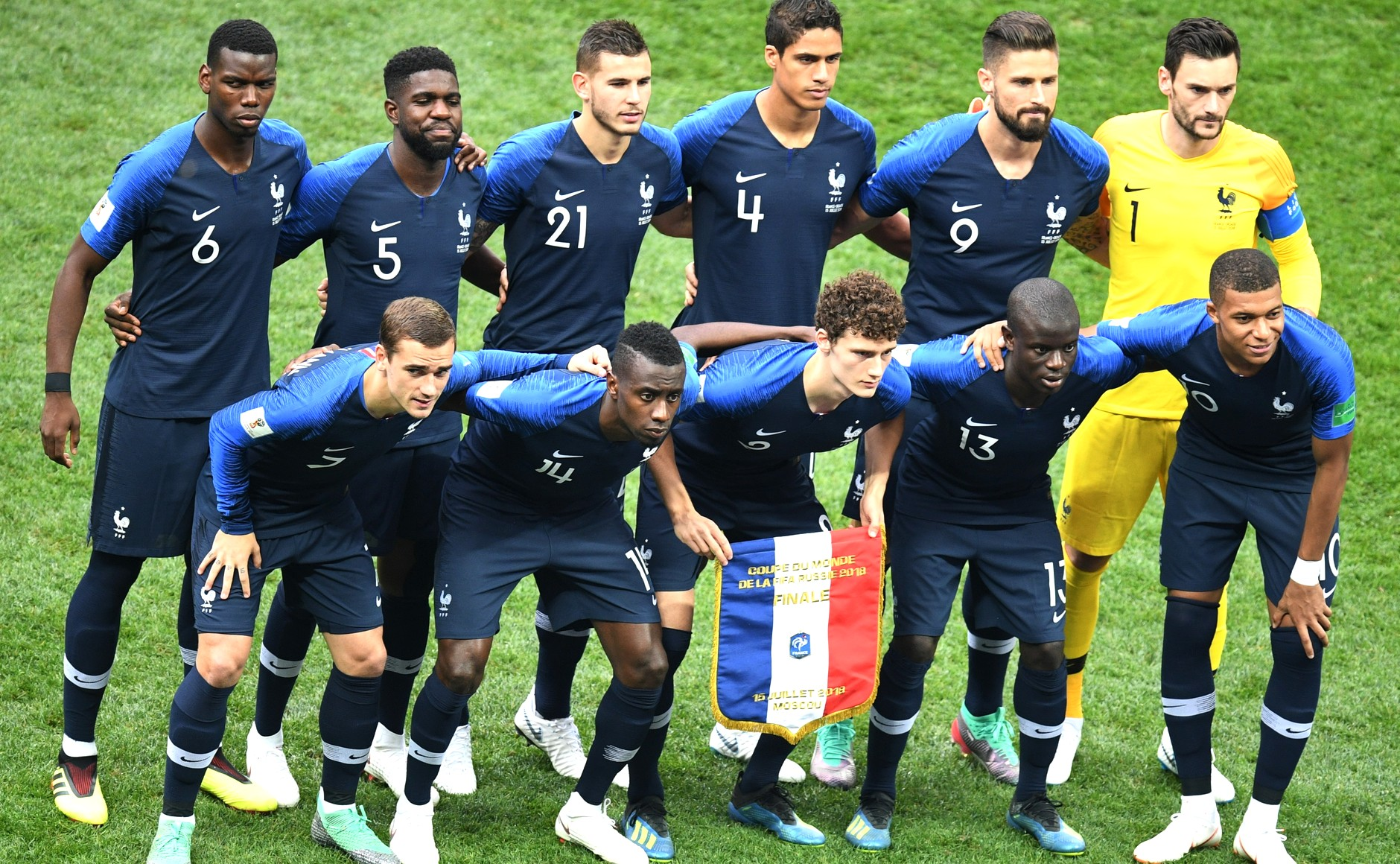
Сборная Франции на ЧМ-2018. Оливье Жиру выступает под номером 9

Во время квалификации на чемпионат мира 2018 года забил четыре гола и отдал одну голевую передачу в восьми матчах за сборную. Сам ЧМ-2018 стал одним из самых противоречивых этапов карьеры французского форварда. С одной стороны, Жиру сыграл в семи встречах, провёл на поле 546 минут, а главное — стал чемпионом мира со сборной Франции. Тем не менее за весь турнир француз не забил ни одного гола, более того — ни одного удара в створ. Несмотря на то, что тренер отмечал особую роль Жиру на поле, Оливье стал одним из самых критикуемых игроков чемпионов мира.
25 марта 2019 года, во втором туре квалификации на Евро-2020, на 68-й минуте забил гол в ворота сборной Исландии и вышел на третью строчку лучших бомбардиров в истории сборной Франции. 4 июня 2019 года президент Эмманюэль Макрон вручил всем игрокам сборной Франции ордена Почётного легиона за победу на чемпионате мира 2018 года.
7 октября 2020 года в игре против сборной Украины сыграл свой 100-й матч в составе сборной Франции. В этом матче, выйдя с капитанской повязкой, Оливье забил два мяча (французы победили 7:1), и обошёл Мишеля Платини в списке лучших бомбардиров в истории сборной Франции.
9 ноября 2022 года Жиру попал в окончательную заявку сборной Франции на чемпионат мира 2022 года. В первом матче сборной он вышел в старте в качестве единственного нападающего. В том матче он забил два мяча и сравнялся с Тьерри Анри по количеству голов за сборную Франции (51 гол). 4 декабря 2022 года в матче 1/8 финала чемпионата мира забил мяч в матче против сборной Польши и тем самым стал лучшим бомбардиром в истории сборной Франции.
После Евро-2024 завершил карьеру в сборной.

## Статистика выступлений

### Клубная
| Выступление      | Выступление      | Выступление      | Лига | Лига | Кубки | Кубки | Еврокубки | Еврокубки | Прочие | Прочие | Итого | Итого |
| Клуб             | Лига             | Сезон            | Игры | Голы | Игры  | Голы  | Игры      | Голы      | Игры   | Голы   | Игры  | Голы  |
| ---------------- | ---------------- | ---------------- | ---- | ---- | ----- | ----- | --------- | --------- | ------ | ------ | ----- | ----- |
| Гренобль         | Лига 2           | 2005/06          | 6    | 0    | 0     | 0     | 0         | 0         | 0      | 0      | 6     | 0     |
| Гренобль         | Лига 2           | 2006/07          | 17   | 2    | 4     | 0     | 0         | 0         | 0      | 0      | 21    | 2     |
| Гренобль         | Итого            | Итого            | 23   | 2    | 4     | 0     | 0         | 0         | 0      | 0      | 27    | 2     |
| Истр             | Лига 3           | 2007/08          | 33   | 14   | 1     | 0     | 0         | 0         | 0      | 0      | 34    | 14    |
| Истр             | Итого            | Итого            | 33   | 14   | 1     | 0     | 0         | 0         | 0      | 0      | 34    | 14    |
| Тур              | Лига 2           | 2008/09          | 23   | 9    | 4     | 5     | 0         | 0         | 0      | 0      | 27    | 14    |
| Тур              | Лига 2           | 2009/10          | 38   | 21   | 4     | 3     | 0         | 0         | 0      | 0      | 42    | 24    |
| Тур              | Итого            | Итого            | 61   | 30   | 8     | 8     | 0         | 0         | 0      | 0      | 69    | 38    |
| Монпелье         | Лига 1           | 2010/11          | 37   | 12   | 4     | 1     | 2         | 1         | 0      | 0      | 43    | 14    |
| Монпелье         | Лига 1           | 2011/12          | 36   | 21   | 6     | 4     | 0         | 0         | 0      | 0      | 42    | 25    |
| Монпелье         | Итого            | Итого            | 73   | 33   | 10    | 5     | 2         | 1         | 0      | 0      | 85    | 39    |
| Арсенал          | Премьер-лига     | 2012/13          | 34   | 11   | 6     | 4     | 7         | 2         | 0      | 0      | 47    | 17    |
| Арсенал          | Премьер-лига     | 2013/14          | 36   | 16   | 6     | 3     | 9         | 3         | 0      | 0      | 51    | 22    |
| Арсенал          | Премьер-лига     | 2014/15          | 27   | 14   | 5     | 3     | 3         | 1         | 1      | 1      | 36    | 19    |
| Арсенал          | Премьер-лига     | 2015/16          | 38   | 16   | 7     | 3     | 7         | 5         | 1      | 0      | 53    | 24    |
| Арсенал          | Премьер-лига     | 2016/17          | 29   | 12   | 5     | 2     | 6         | 2         | 0      | 0      | 40    | 16    |
| Арсенал          | Премьер-лига     | 2017/18          | 16   | 4    | 3     | 0     | 6         | 3         | 1      | 0      | 26    | 7     |
| Арсенал          | Итого            | Итого            | 180  | 73   | 32    | 15    | 38        | 16        | 3      | 1      | 253   | 105   |
| Челси            | Премьер-лига     | 2017/18          | 13   | 3    | 4     | 2     | 1         | 0         | 0      | 0      | 18    | 5     |
| Челси            | Премьер-лига     | 2018/19          | 27   | 2    | 4     | 0     | 14        | 11        | 0      | 0      | 45    | 13    |
| Челси            | Премьер-лига     | 2019/20          | 18   | 8    | 3     | 1     | 3         | 0         | 1      | 1      | 25    | 10    |
| Челси            | Премьер-лига     | 2020/21          | 17   | 4    | 6     | 1     | 8         | 6         | 0      | 0      | 31    | 11    |
| Челси            | Итого            | Итого            | 75   | 17   | 17    | 4     | 26        | 17        | 1      | 1      | 119   | 39    |
| Милан            | Серия А          | 2021/22          | 29   | 11   | 4     | 3     | 5         | 0         | 0      | 0      | 38    | 14    |
| Милан            | Серия А          | 2022/23          | 33   | 13   | 1     | 0     | 12        | 5         | 1      | 0      | 47    | 18    |
| Милан            | Серия А          | 2023/24          | 35   | 15   | 1     | 0     | 11        | 2         | 0      | 0      | 47    | 17    |
| Милан            | Итого            | Итого            | 97   | 39   | 6     | 3     | 28        | 7         | 1      | 0      | 132   | 49    |
| Лос-Анджелес     | MLS              | 2024             | 10   | 0    | 5     | 2     | 4         | 0         | 4      | 0      | 23    | 2     |
| Лос-Анджелес     | MLS              | 2025             | 11   | 3    | —     | —     | —         | —         | 4      | 0      | 15    | 3     |
| Лос-Анджелес     | Итого            | Итого            | 21   | 3    | 5     | 2     | 4         | 0         | 8      | 0      | 38    | 5     |
| Всего за карьеру | Всего за карьеру | Всего за карьеру | 563  | 211  | 83    | 37    | 100       | 41        | 13     | 2      | 759   | 291   |

### Сборная
| Сборная          | Год              | Игры | Голы |
| ---------------- | ---------------- | ---- | ---- |
| Франция          | 2011             | 2    | 0    |
| Франция          | 2012             | 12   | 2    |
| Франция          | 2013             | 12   | 3    |
| Франция          | 2014             | 9    | 4    |
| Франция          | 2015             | 10   | 4    |
| Франция          | 2016             | 14   | 8    |
| Франция          | 2017             | 10   | 8    |
| Франция          | 2018             | 18   | 4    |
| Франция          | 2019             | 10   | 6    |
| Франция          | 2020             | 8    | 5    |
| Франция          | 2021             | 5    | 2    |
| Франция          | 2022             | 10   | 7    |
| Франция          | 2023             | 9    | 3    |
| Франция          | 2024             | 2    | 1    |
| Итого за сборную | Итого за сборную | 131  | 57   |

### Список матчей за сборную
| Матчи и голы Оливье Жиру за сборную Франции | Матчи и голы Оливье Жиру за сборную Франции | Матчи и голы Оливье Жиру за сборную Франции | Матчи и голы Оливье Жиру за сборную Франции | Матчи и голы Оливье Жиру за сборную Франции | Матчи и голы Оливье Жиру за сборную Франции | Матчи и голы Оливье Жиру за сборную Франции | Матчи и голы Оливье Жиру за сборную Франции | Матчи и голы Оливье Жиру за сборную Франции |
| №                                           | Место проведения                            | Дата                                        | Оппонент                                    | Счёт                                        | Голы                                        | Замены                                      | Номер                                       | Соревнование                                |
| 2011                                        | 2011                                        | 2011                                        | 2011                                        | 2011                                        | 2011                                        | 2011                                        | 2011                                        | 2011                                        |
| ------------------------------------------- | ------------------------------------------- | ------------------------------------------- | ------------------------------------------- | ------------------------------------------- | ------------------------------------------- | ------------------------------------------- | ------------------------------------------- | ------------------------------------------- |
| 1                                           | «Стад де Франс», Сен-Дени                   | 11 ноября 2011                              | США                                         | 1 : 0                                       | —                                           | 59'                                         | 9                                           | Товарищеский матч                           |
| 2                                           | «Стад де Франс», Сен-Дени                   | 15 ноября 2011                              | Бельгия                                     | 0 : 0                                       | —                                           | 71'                                         | 9                                           | Товарищеский матч                           |
| 2012                                        |                                             |                                             |                                             |                                             |                                             |                                             |                                             |                                             |
| 3                                           | «Везерштадион», Бремен                      | 29 февраля 2012                             | Германия                                    | 1 : 2                                       | 1 (0:1)                                     | 76'                                         | 9                                           | Товарищеский матч                           |
| 4                                           | «Стад дю Эно», Валансьен                    | 27 мая 2012                                 | Исландия                                    | 3 : 2                                       | —                                           | 59'                                         | 9                                           | Товарищеский матч                           |
| 5                                           | «Огюст Делон», Реймс                        | 31 мая 2012                                 | Сербия                                      | 2 : 0                                       | —                                           | 61'                                         | 9                                           | Товарищеский матч                           |
| 6                                           | «ММАрена», Ле-Ман                           | 5 июня 2012                                 | Эстония                                     | 4 : 0                                       | —                                           | 73'                                         | 9                                           | Товарищеский матч                           |
| 7                                           | «Донбасс Арена», Донецк                     | 15 июня 2012                                | Украина                                     | 0 : 2                                       | —                                           | 76'                                         | 9                                           | Чемпионат Европы 2012                       |
| 8                                           | «Олимпийский», Киев                         | 19 июня 2012                                | Швеция                                      | 2 : 0                                       | —                                           | 83'                                         | 9                                           | Чемпионат Европы 2012                       |
| 9                                           | «Донбасс Арена», Донецк                     | 23 июня 2012                                | Испания                                     | 2 : 0                                       | —                                           | 79'                                         | 9                                           | 1/4-финала ЧЕ-2012                          |
| 10                                          | «Осеан», Гавр                               | 15 августа 2012                             | Уругвай                                     | 0 : 0                                       | —                                           | 75'                                         | 9                                           | Товарищеский матч                           |
| 11                                          | «Стад де Франс», Сен-Дени                   | 11 сентября 2012                            | Беларусь                                    | 3 : 1                                       | —                                           | 60'                                         | 9                                           | Отборочный турнир ЧМ-2014                   |
| 12                                          | «Стад де Франс», Сен-Дени                   | 12 октября 2012                             | Япония                                      | 0 : 1                                       | —                                           |                                             | 9                                           | Товарищеский матч                           |
| 13                                          | «Висенте Кальдерон», Мадрид                 | 16 октября 2012                             | Испания                                     | 1 : 1                                       | 1 (1:1)                                     | 87'                                         | 9                                           | Отборочный турнир ЧМ-2014                   |
| 14                                          | «Эннио Тардини», Парма                      | 14 ноября 2012                              | Италия                                      | 1 : 2                                       | —                                           | 63'                                         | 9                                           | Товарищеский матч                           |
| 2013                                        |                                             |                                             |                                             |                                             |                                             |                                             |                                             |                                             |
| 15                                          | «Стад де Франс», Сен-Дени                   | 6 февраля 2013                              | Германия                                    | 1 : 2                                       | —                                           | 80'                                         | 9                                           | Товарищеский матч                           |
| 16                                          | «Стад де Франс», Сен-Дени                   | 22 марта 2013                               | Грузия                                      | 3 : 1                                       | 1 (1:0)                                     |                                             | 9                                           | Отборочный турнир ЧМ-2014                   |
| 17                                          | «Стад де Франс», Сен-Дени                   | 26 марта 2013                               | Испания                                     | 0 : 1                                       | —                                           | 92'                                         | 9                                           | Отборочный турнир ЧМ-2014                   |
| 18                                          | «Сентенарио», Монтевидео                    | 5 июня 2013                                 | Уругвай                                     | 0 : 1                                       | —                                           | 58'                                         | 9                                           | Товарищеский матч                           |

## Достижения

### Командные
«Монпелье»
- Чемпион Франции: 2011/12

«Арсенал»
- Обладатель Кубка Англии (3): 2013/14, 2014/15, 2016/17
- Обладатель Суперкубка Англии (3): 2014, 2015, 2017

«Челси»
- Обладатель Кубка Англии: 2017/18
- Победитель Лиги Европы УЕФА: 2018/19
- Победитель Лиги чемпионов УЕФА: 2020/21

«Милан»
- Чемпион Италии: 2021/22

«Лос-Анджелес»
- Обладатель Открытого кубка США: 2024

Сборная Франции
- Чемпион мира: 2018
- Серебряный призёр чемпионата Европы: 2016
- Серебряный призёр чемпионата мира: 2022

### Личные
- Игрок месяца Лиги 2 (2): сентябрь 2009, ноябрь 2009
- Лучший игрок Лиги 2: 2009/10
- Лучший бомбардир Лиги 2: 2009/10 (21 гол)
- Лучший бомбардир Лиги 1: 2011/12 (21 гол — совместно с Нене)
- Входит в команду года Лиги 1: 2011/2012
- Игрок месяца английской Премьер-лиги: март 2015
- Обладатель «Бронзовой бутсы» чемпионата Европы по футболу: 2016
- Обладатель премии ФИФА имени Ференца Пушкаша: 2017 (гол в ворота «Кристал Пэлас»)
- Лучший бомбардир Лиги Европы УЕФА: 2018/19 (11 голов)
- Входит в состав символической сборной Лиги Европы УЕФА: 2018/19
- Автор лучшего гола сезона в «Челси»: 2020/21[34]

### Ордена
- Кавалер ордена Почётного легиона: 2018[61]

## Личная жизнь
В 2011 году женился на Дженнифер. 18 июня 2013 года у пары родилась дочь Джейд. По сообщениям, в феврале 2014 года Жиру изменял своей жене с моделью Селией Кей. После инцидента он принёс извинения своей жене, но позже настоял, что он не совершил прелюбодеяния. 7 марта 2016 родился сын Эван. В начале 2018 года родился сын Арон. В ноябре 2020 года у пары родилась дочь Ария.
У Жиру есть старший брат Ромэн который также был футболистом, он играл в академии в Осере и представлял Францию в возрасте до 15 лет и младше 17 лет, однако он бросил потенциальную профессиональную карьеру, чтобы учиться и стать диетологом.
Жиру спонсируется брендом Puma с 2009 года. Он вместе с Антуаном Гризманном снялся в рекламном ролике бренда, который был выпущен в августе 2016 года.
13 ноября 2018 года Sony Pictures France подтвердила в Twitter, что Оливье Жиру будет озвучивать Зелёного гоблина во французской версии мультфильма «Человек-паук: Через вселенные».